# Mitrephora macrocarpa
Mitrephora macrocarpa är en kirimojaväxtart som först beskrevs av Friedrich Anton Wilhelm Miquel, och fick sitt nu gällande namn av Weeras. och Richard M.K. Saunders. Mitrephora macrocarpa ingår i släktet Mitrephora och familjen kirimojaväxter. Inga underarter finns listade i Catalogue of Life.